# USS Hancock (CV-19)

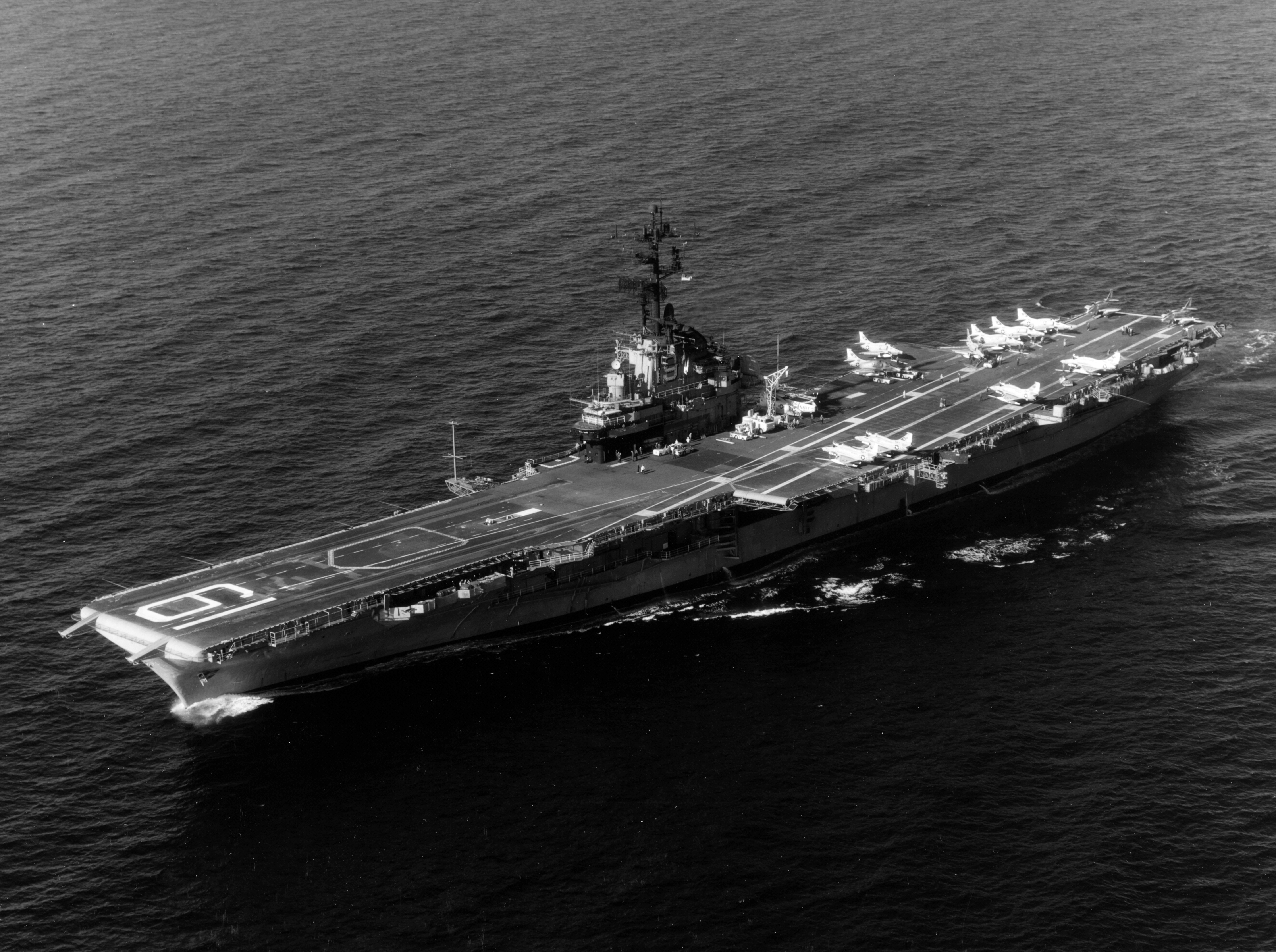
USS Hancock till sjöss utanför San Diego, Kalifornien, 11 februari 1975.

USS Hancock (CV/CVA-19) var ett av 24 hangarfartyg av Essex-klass som byggdes för amerikanska flottan under andra världskriget. Fartyget var det fjärde i amerikanska flottan med det namnet, döpt efter John Hancock, andra kontinentala kongressens president och Commonwealth of Massachusetts förste guvernör. Hancock tog i tjänst i april 1944 och deltog i flera strider under Stillahavskriget och mottog fyra battle stars. Hon togs ur tjänst kort efter krigsslutet men moderniserades och togs åter i tjänst i början av 1950-talet som ett attackhangarfartyg (CVA). Under hennes andra tjänstgöringsperiod opererade hon enbart i Stilla havet och spelade en framträdande roll i Vietnamkriget för vilket hon mottog en Navy Unit Commendation. Hon var den första hangarfartyget i amerikanska flottan som hade ångkatapulter installerade.
Hon utrangerades i början av 1976 och såldes för skrotning senare samma år.

## Fotnoter
1. ↑  Strikt sett var hangarfartyget namngivet efter fregatten Hancock i den kontinentala flottan; inget amerikanskt hangarfartyg var namngivet direkt efter en person innan Franklin D. Roosevelt